# Italia 61 (métro de Turin)
 (novembre 2024).
Si vous disposez d'ouvrages ou d'articles de référence ou si vous connaissez des sites web de qualité traitant du thème abordé ici, merci de compléter l'article en donnant les références utiles à sa vérifiabilité et en les liant à la section « Notes et références ».
Italia 61 est une station de métro à Turin, en Italie. Ouverture au public le 23 avril 2021, elle est située sur la ligne 1 du métro de Turin entre Lingotto et Bengasi.